# Joliet (Montana)
Joliet es un pueblo ubicado en el condado de Carbon en el estado estadounidense de Montana. Según el censo de 2020, tiene una población de 577 habitantes.

## Geografía
Joliet está ubicada en las coordenadas 45°29′4″N 108°58′20″O / 45.48444, -108.97222. Según la Oficina del Censo de los Estados Unidos, Joliet tiene una superficie total de 0.71 km², correspondiente en su totalidad a tierra firme.

## Demografía
Según el censo de 2020, hay 577 personas residiendo en Joliet. La densidad de población es de 812.68 hab./km². El 89.4% de los habitantes son blancos, el 0.4% son afroamericanos, el 1.0% son amerindios, el 0.4% son de otras razas y el 8.8% son de una mezcla de razas. Del total de la población, el 3.8% son hispanos o latinos de cualquier raza.

## Localidades adyacentes
El siguiente diagrama muestra a las localidades más próximas a Joliet.